# Olyckan vid Kanonloppet 1970
Olyckan vid Kanonloppet 1970 var en olycka som inträffade den 9 augusti 1970 på Karlskoga Motorstadion vid Gälleråsen norr om Karlskoga. Olyckan har beskrivits som den troligen värsta motorsportsolyckan i Sveriges historia.

## Olyckan
Olyckan inträffade då två bilar fastnade i varandra och for ut i publikhavet. Sex personer omkom och 30 skadades. På plats fanns 30 000 åskådare.